# Heten, Bereg
Heten (în ucraineană Гетен, maghiară Hetyen) este un sat în comuna Popovo din raionul Bereg, regiunea Transcarpatia, Ucraina.

## Demografie
Componența lingvistică a localității Heten
     Maghiară (98,55%)
     Alte limbi (1,31%)
Conform recensământului din 2001, majoritatea populației localității Heten era vorbitoare de maghiară (98,55%), existând în minoritate și vorbitori de alte limbi.